# Richtlinie 2004/25/EG betreffend Übernahmeangebote
Die Richtlinie 2004/25/EG des Europäischen Parlaments und des Rates vom 21. April 2004 betreffend Übernahmeangebote (Übernahmerichtlinie) verpflichtet die EU-Mitgliedsstaaten, bis 2006 nationale Gesetze darüber zu verabschieden, welche Abwehrmaßnahmen eine Aktiengesellschaft gegen feindliche Übernahmen treffen kann und welche Maßnahmen ein Übernehmer während des Übernahmeprozesses ergreifen muss.

## Zweck der EU-Übernahmerichtlinie
Durch die einheitliche EU-Übernahmerichtlinie soll verhindert werden, dass die Nationalstaaten im Übernahmerecht sehr unterschiedliche Regelungen treffen und somit Wettbewerbsnachteile innerhalb der EU dadurch entstehen, dass neue Unternehmen sich jeweils nur den Standort aussuchen, der sie am besten vor feindlichen Übernahmen schützt. Die Einigung auf eine gemeinsame Richtlinie hat in der EU 13 Jahre gedauert, da es zwischen den beteiligten Akteuren sehr stark divergierende Meinungen gab: auf der einen Seite die Befürworter eines regulatorischen Minimalismus (die Kontrolle über ein Unternehmen soll der Markt entscheiden), auf der anderen Seite die Befürworter einer umfassenden Regulierung, die eine gesellschaftsrechtliche, arbeitsrechtliche und aus wettbewerbsrechtliche Sicht einbeziehen wollen.

## Regelungen der Richtlinie
Die Richtlinie billigt den Aktionären eines Unternehmens ein umfassendes Entscheidungsrecht über potenzielle Unternehmensübernahmen und mögliche Abwehrmaßnahmen eines Unternehmens dagegen zu. Bevor der Übernehmer ein Aktienpaket von Bedeutung übernimmt, muss er die Aktionäre anhören und darüber abstimmen lassen. Hierzu gehört eine umfangreiche Informationspflicht über den Zweck der geplanten Übernahme, die Finanzkraft des Übernehmers und seine Absichten für die Zukunft. Insbesondere nach der Übernahme geplante Betriebsstilllegungen, Veräußerungen, Personalabbau etc. müssen vorher allen Aktionären dargelegt werden. Verstößt der Übernehmer später gegen diese Aussagen, oder verstößt er gegen die gesetzliche Auflage, indem er die Aktien heimlich erwirbt, ist er den Aktionären gegenüber schadenersatzpflichtig.

## Umsetzung der Richtlinie

### Umsetzung in Deutschland
Die Vorschriften der Übernahmerichtlinie werden in Deutschland durch das bisher schon geltende Gesetz zur Regelung von öffentlichen Angeboten zum Erwerb von Wertpapieren und von Unternehmensübernahmen (WpÜG) vom 20. Dezember 2001 (BGBl 2001 I S. 3822) umgesetzt. Dieses Gesetz ist Mitte 2006 (somit verspätet) vom Parlament geringfügig abgeändert worden, so dass es ungefähr der EU-Übernahmerichtlinie entspricht. Die Umsetzung wurde unter dem Arbeitstitel Übernahmerichtlinie-Umsetzungsgesetz (WpÜG-Novelle) diskutiert und trat am 14. Juli 2006 in Kraft.